# Lisa Kaltenegger
Lisa Kaltenegger, avstrijsko-ameriška astronomka in astrofizičarka, * 4. marec 1977, Kuchl pri Salzburgu, Avstrija.
Lisa Kaltenegger se ukvarja z odkrivanjem, raziskovanjem, modeliranjem in karakterizacijo zunajosončnih planetov, zunajosončnimi naravnimi sateliti, superzemljami in iskanjem zunajosončnega življenja. Od 1. julija 2014 je izredna profesorica astronomije na Univerzi Cornell in od leta 2015 direktorica Inštituta Carla Sagana Univerze Cornell.
Pred tem je delovala na Inštitutu Max Plancka za astronomijo (MPIA) v Heidelbergu, kjer je bila od leta 2010 vodja mednarodne raziskovalne skupine Emmy Noether za skupino »Superzemlje in življenje« (Super-Earths and Life), ter na Harvard-Smithsonianovem središču za astrofiziko v Cambridgeu, Massachusetts. Leta 2008 so jo imenovali za predavateljico na Oddelku za astrofiziko Univerze Harvard in leta 2011 na Univerzi v Heidelbergu.

## Življenje in delo
Leta 1995 je maturirala na Zvezni realni gimnaziji v Halleinu. Po končani srednji šoli se je vpisala na študij filma in medijev, tehniške fizike, astronomije in poslovne administracije z japonščino ter delala kot prevajalka. Leta 1999 je na Univerzi v Gradcu diplomirala na magistrskem študiju iz astronomije z nalogo Iskanje zunajosončnih planetov: Nastanek planetov in metode odkrivanj (Extrasolare Planetensuche: Bildung von Planeten und Nachweisverfahren). Leta 2002 je na Tehniški univerzi v Gradcu opravila magistrski študij tehniške fizike s specializacijo iz biofizike in biomedicine z nalogo Optična pinceta – uporaba optičnih pasti v medicini in biologiji. Pregled in študija izvedljivosti (Optische Pinzetten – Anwendung von optischen Fallen in Medizin und Biologie. Eine Umfrage und Machbarkeitsstudie).
Leta 2004 je na Univerzi v Gradcu doktorirala s področja astronomije z disertacijo Iskanje zunajzemeljskih planetov: Odprava Darwin. Ciljne zvezde in arhitekture interferometrov (Suche nach extra-terrestrischen Planeten: Die Darwin-Mission. Zielsterne und Array-Architekturen). Njen doktorat je prejel priznanje sub auspiciis Praesidentis avstrijskega predsednika.
Nato je delala za Evropsko vesoljsko agencijo (ESA) na Nizozemskem, kjer je iskala zunajosončne planete, podobne Zemlji. Od leta 2009 je delala tudi za Nasin astrobiološki inštitut in Nasino skupino za analizo zunajosončnih planetov.
Znana je po svojih raziskavah atmosfer zunajosončnih planetov in še posebej tistih, ki so podobni Zemlji. Je pionirka na področju raziskav Zemlje kot astronomskega telesa, ki se razvija v času. Proučevala je spremembo njenega spektralnega odtisa v primerjavi z evolucijskimi stopnjami Zemlji podobnih zunajosončnih planetov in ustvarila »Grafikon identifikacije tujcev« (Alien ID Chart) Pokazala je, da bi se spremenil tudi videz Zemlje skozi teleskop, ki bi jo opazoval z oddaljenih zvezd, saj jo biologija in geologija spreminjata skozi stoletja. Raziskovala je tudi sposobnost prihodnjih teleskopov, kot je Vesoljski teleskop James Webb (JWST), zaznati dokaze o življenju z uporabo spektralnih biomarkerjev (biopodpisi) in leta 2009 ustvarila prve spektre Zemlje, videno kot tranzitni zunajosončni planet, pri čemer je zaključila, da bo to težek problem za JWST in da bodo potrebni večji prihodnji teleskopi za iskanje znakov življenja na mnogih planetih.
Leta 2009 je razpravljala o tem, kako se lahko določi naseljivost naravnih satelitov okrog velikanskih planetov, kar sovpada s predlogom o takšni luni v filmu Avatar.
Leta 2010 je raziskovala, ali se lahko na zunajosončnih planetih opazuje geološko aktivnost, ki je zelo pomembna za bivanje, pri čemer je ugotovila, da je okrog najbližjih zunajosončnih planetov mogoče zaznati približno 10-kratne izbruhe stratovulkana Pinatubo, kar pokaže, ali so drugi planeti podobni Zemlji. Leta 2011 je vodila ekipo za modeliranje spektralnega odtisa zunajosončnega planeta Gliese 581 d, enega prvih majhnih planetov radialne hitrosti, odkritih v območju naseljivosti njegove zvezde.
Leta 2013 je bila del ekipe, ki je objavila odkritje prvih dveh potencialno naseljivih Keplerjevih planetov s polmeroma, manjšima od 2 Zemljinih polmerov v območju naseljivosti njunih zvezd Kepler 62e in Kepler 62f in raziskovala, ali sta ta planeta še vedno primerna za bivanje in kako bi izgledala njuna spektra, če bi bila vodna svetova.
Leta 2021 sta Kalteneggerjeva in Jackie K. Faherty identificirali 1.715 zvezd (z verjetno sorodnimi zunajosončnimi sestavi) znotraj 326 svetlobnih let (100 parsekov), ki imajo ugodno položajno izhodišče – v povezavi z Zemljino tranzitno cono (ETZ) – zaznavanja Zemlje kot zunajosončnega planeta, ki prehaja čez Sonce od začetkov človeške civilizacije (približno pred 5.000 leti). Dodatnih 319 zvezd naj bi prispelo na to posebno razgledno točko v naslednjih 5.000 letih.
Kalteneggerjeva je bila štiri leta članica izvršnega sveta Nasine Exoplanet Exploration Program Analysis Group (Exo-PAG). Je članica Transiting Exoplanet Survey Satellite (TESS) in znanstvenega tima FGS/NIRISS. Je ustanoviteljica in trenutna direktorica Inštituta Carla Sagana Univerze Cornell.

## Priznanja

### Poimenovanja in nagrade
Po njej se imenuje asteroid 7734 Kaltenegger, odkrit 25. junija 1979 na Observatoriju Siding Spring. Leta 2007 jo je revija Smithsonian imenovala za eno od 37 ameriških mladih inovatorjev v umetnosti in znanosti. Prejela je nagrado Paula Hertelendyja za izjemno mlado znanstvenico na Harvard-Smithsonianovem središču za astrofiziko. Leta 2012 so jo imenovali za vzornico Evropske komisije za kampanjo Ženske v raziskovanju in znanosti Evropske unije. Tega leta je od Nemške raziskovalne fundacije (DFG) prejela nagrado Heinza Maierja-Leibnitza za fiziko. Nagrado podeljujejo od leta 1978 vsako leto šestim mladim raziskovalcem na vseh področjih znanosti v Nemčiji. Istega leta so jo izbrali za članico Mlade akademije.
Leta 2013 so jo izbrali za glavno raziskovalko (PI) Pobude izviri življenja Simons kot tudi za glavno raziskovalko japonskega Inštituta za znanost o Zemlji in življenju (ELSI).
Junija 2014 ji je zvezna dežela Salzburg za leto 2013 podelila nagrado Christiana Dopplerja
Leta 2020 jo je dnevnik Die Presse nominiral za Avstrijko leta v kategoriji mednarodni uspeh.

## Izbrana bibliografija
- ——— (2015), Sind wir allein im Universum? Meine Spurensuche im All (mit Illustrationen von Mandy Fischer), Salzburg: Ecowin, ISBN 978-3-7110-0080-4